# 洪煌
洪煌（？—？），中國清朝官員，浙江錢塘縣人。
監生出身。嘉慶十六年（1811年），任福建龍巖州知州。嘉慶二十一年（1816年），洪煌接替趙逢源，擔任臺灣府海防兼南路理番同知。